# Parahexacentrus
Parahexacentrus is een geslacht van rechtvleugeligen uit de familie sabelsprinkhanen (Tettigoniidae). De wetenschappelijke naam van dit geslacht is voor het eerst geldig gepubliceerd in 1912 door Karny.

## Soorten
Het geslacht Parahexacentrus  is monotypisch en omvat slechts de volgende soort:
- Parahexacentrus paradoxus (Karny, 1907)